# Paranerius mikii
Paranerius mikii är en tvåvingeart som beskrevs av Jacques-Marie-Frangile Bigot 1883. Paranerius mikii ingår i släktet Paranerius och familjen Neriidae. Inga underarter finns listade i Catalogue of Life.